# Daisy Van Praet
Daisy Van Praet (Knokke, 4 oktober 1982) is een Vlaamse actrice.
Van Praet volgde een opleiding dramatische kunsten aan het Lemmensinstituut. Ze werd onder andere bekend door haar twee rollen in Familie als Gerdje Govaert (2002) en Lisa De Ruyter (2009) en voor haar West-Vlaams gesproken rollen in Voor wat hoort wat en Als de dijken breken. Van Praet vertolkte diverse (bij)rollen in Vlaamse tv-producties en is actief in het theater.

## Rollen in film en op tv
| Jaar      | Titel                              | Rol                    | Opmerkingen                 |
| --------- | ---------------------------------- | ---------------------- | --------------------------- |
| 2002-2003 | Familie                            | Gerdje Govaert         | soap                        |
| 2008      | Thuis                              | Bea                    | soap                        |
| 2009      | Aspe                               | Eva Derijcke           | tv-episode De Wraakengel    |
| 2009-2010 | Familie                            | Lisa Deruyter          | soap                        |
| 2009-2010 | David                              | Delphine Klaerhout     | telenovelle                 |
| 2010      | Vermist                            | Fleur                  | tv-episode Arne             |
| 2010      | Witse                              | Fleur Dejonghe         | tv-episode Fleur            |
| 2011      | Mega Mindy en de dolfijnendiefstal | Bella                  | tv-special                  |
| 2011      | Code 37                            | Kitty d'Haenekindt     | tv-episode Black Diamond    |
| 2012      | Zingaburia                         | Roodhelmpje            | tv-episode Roodhelmpje      |
| 2012      | Witse                              | Carla Oostkamp         | tv-episode Ademnood         |
| 2012      | Danni Lowinski                     | Fanny                  | tv-episode Onder de armen   |
| 2012      | Binnenstebuiten                    | Janina De Keersmaecker | tv-episode Zangcarrière     |
| 2015      | Voor wat hoort wat                 | Joyce                  | televisieserie              |
| 2015      | Amigo's                            | Elena                  | televisieserie              |
| 2015      | Professor T.                       | Marie Verhulst         | tv-episode Het nalatenschap |
| 2016      | Als de dijken breken               | Sonja Van Daele        | televisieserie              |
| 2016      | Frankie                            | Anielka                | kortfilm                    |
| 2016      | Broer                              | Tania                  | film                        |
| 2017      | Voetbalmaffia                      | Denise Mertens         | televisieserie              |
| 2020      | Een Goed Jaar                      | Lisa                   | tv-episode Een kelderrestje |
| 2021      | Thuis                              | Nina Oostvoghels       | soap                        |
| 2024      | Chantal                            | Linde                  | tv-episode Vreemde vogel    |
| 2024      | Styx                               | Moeder in museum       | tv-episode Openbaring       |
| 2024      | Miauw Miauw                        | Elena                  | kortfilm                    |
| 2024      | Onder Vuur                         | Daisy Cuypers          | tv-episode Jachtseizoen     |
| 2025      | Milo                               | mevrouw Stavros        | telenovelle                 |

## Theater
- Tweepeekaa, Bis -Produkties, 2014, 2015, 2016
- Naar Medeia, theater Zeven vzw, 2008-2009
- De jongen die uit zijn boom kwam, productiehuis Padarijs, 2007-2008
- Als ik ja zeg, is dat bij wijze van spreken, Lemmensinstituut, 2005-2006
- Shake is dead, get over it, Lemmensinstituut, 2005-2006
- Bloedverlies, Lemmensinstituut, 2004-2005
- Ween mij ne rivier, Lemmensinstituut, 2004-2005